# Top 1008
Top 1008 is een Nederlands radioprogramma op Groot Nieuws Radio en is sinds 2011 jaarlijks in december te horen. Het wordt gepresenteerd door diverse presentatoren. Presentatoren die er vanaf het begin bij waren, zijn Tim Hendriks, Hans van Vuuren en Marien Korterink.
Het radioprogramma wordt in de laatste twee weken van december van maandag tot en met vrijdag uitgezonden van 06.00 tot 19.00 uur, uitgezonderd Eerste Kerstdag en Tweede Kerstdag. De lijst is online te raadplegen, alleen de top 30 wordt in de laatste uren pas bekendgemaakt. 

## Concept
Voorafgaand aan het programma wordt er in november een speciale stemmaand gehouden, waarin de luisteraars op maximaal tien nummers kunnen stemmen. Men kan ook een drietal vrije keuzes opgeven. Op basis van deze stemmen wordt een lijst van 1008 nummers samengesteld. Enige uitzondering betreft het laatste lied, dit is traditiegetrouw altijd 'Word of God Speak' van de band MercyMe.
Het concept van het radioprogramma is afgeleid van de jaarlijkse Top 2000, die door NPO Radio 2 sinds 1999 jaarlijks vanaf Eerste Kerstdag tot en met 31 december wordt uitgezonden. Dat het 1008 nummers zijn is gebaseerd op de voormalige frequentie op de middengolf (1008 AM).

## Top 5
| Jaar / positie | 1                                           | 2                                                    | 3                                                    | 4                                              | 5                                                    |  |
| 2011           | Kees Kraayenoord God of the Moon and Stars  | Elbert Smelt & Matthijn Buwalda Echte helden         | Delirious? Majesty                                   | Casting Crowns Who Am I                        | DC Talk Jesus Freak                                  |  |
| 2012           | Matt Redman 10,000 Reasons (Bless The Lord) | Reni & Elisa Hou Vol                                 | Trinity Fiesta Celestial                             | Casting Crowns Who Am I                        | Sela Gebed om zegen                                  |  |
| 2013           | Matt Redman 10,000 Reasons (Bless The Lord) | Sela Ik zal er zijn                                  | Chris Tomlin Our God                                 | Elise Mannah Geniet                            | Casting Crowns Who Am I                              |  |
| 2014           | Sela Ik zal er zijn                         | Matt Redman 10,000 Reasons (Bless The Lord)          | Casting Crowns Who Am I                              | Andre van Zyl In de hemel is de Heer           | Joke Buis De stad met paarlen poorten                |  |
| 2015           | Sela Ik zal er zijn                         | Matthijn Buwalda Nog één Rivier                      | Matt Redman 10,000 Reasons (Bless The Lord)          | Joke Buis De stad met paarlen poorten          | Casting Crowns Who Am I                              |  |
| 2016           | Sela Ik zal er zijn                         | Matthijn Buwalda Nog één Rivier                      | Kinga Bán In goede handen                            | Hillsong United Oceans                         | Bethel Music No Long Slaves                          |  |
| 2017           | Sela Ik zal er zijn                         | Kinga Bán In goede handen                            | Matthijn Buwalda Nog één Rivier                      | Hillsong United Oceans                         | Bethel Music No Longer Slaves                        |  |
| 2018           | Sela Ik zal er zijn                         | Kinga Bán Vandaag                                    | Matthijn Buwalda Nog één Rivier                      | Kinga Bán In goede handen                      | Lauren Daigle You Say                                |  |
| 2019           | Lauren Daigle You Say                       | Reni Kraayenoord & Mozaïek Worship Jezus Overwinnaar | Kinga Bán & Elbert Smelt Leef met volle teugen       | Sela Ik zal er zijn                            | Kinga Bán Vandaag                                    |  |
| 2020           | Lauren Daigle You Say                       | Reni Kraayenoord & Mozaïek Worship Jezus Overwinnaar | Sela Ik zal er zijn                                  | Kinga Bán & Elbert Smelt Leef met volle teugen | Selah You raise me up                                |  |
| 2021           | Lauren Daigle You Say                       | Sela Een toekomst vol hoop                           | Reni Kraayenoord & Mozaïek Worship Jezus Overwinnaar | Sela Ik zal er zijn                            | Selah You raise me up                                |  |
| 2022           | Lauren Daigle You Say                       | Sela Een toekomst vol hoop                           | Sela Ik zal er zijn                                  | Selah You raise me up                          | Reni Kraayenoord & Mozaïek Worship Jezus Overwinnaar |  |
| 2023           | Sela Een toekomst vol hoop                  | Lauren Daigle You Say                                | ELINE Je mag ook verliezen                           | Sela Ik zal er zijn                            | Christian Verwoerd Jeruzalem stad van goud           |  |
| 2024           | Sela Een toekomst vol hoop                  | Elevation Worship Praise                             | Lauren Daigle You Say                                | Sela Ik zal er zijn                            | Matthijn Buwalda Je draagt het niet alleen           |  |